# تيم فان دي بيرغ
تيم فان دي بيرغ (بالهولندية: Tim van de Berg)‏ (23 نوفمبر 1997 في هولندا - ) هو لاعب كرة قدم هولندي في مركز الوسط. لعب مع هيراكليس ألميلو.

## وصلات خارجية
- تيم فان دي بيرغ على موقع قاعدة بيانات كرة القدم.إي يو (الإنجليزية)
- تيم فان دي بيرغ على موقع Soccerway.com (الإنجليزية)
- تيم فان دي بيرغ على موقع عالم كرة القدم.نت (الإنجليزية)
- تيم فان دي بيرغ على موقع GSA (الإنجليزية)